# Acraea radians
Acraea radians är en fjärilsart som beskrevs av Aurivillius 1913. Acraea radians ingår i släktet Acraea och familjen praktfjärilar. Inga underarter finns listade i Catalogue of Life.